# 岩崎 (小牧市)
岩崎（いわざき）は、愛知県小牧市の地名。現行行政地名は大字岩崎および岩崎一丁目・五丁目。

## 地理
小牧市北部に位置する。東は小松寺、西は岩崎原新田、南は小牧原新田、北は久保新町・久保一色に接する。

### 河川
- 合瀬川

## 歴史
春日井郡（東春日井郡）岩崎村を前身とする。江戸期に一部が岩崎原新田村として分立している。

### 人口の変遷

#### 岩崎
国勢調査による人口および世帯数の推移。
| 1995年（平成7年）  | 312世帯 1060人 |  |
| 2000年（平成12年） | 325世帯 987人  |  |
| 2005年（平成17年） | 371世帯 1045人 |  |
| 2010年（平成22年） | 353世帯 945人  |  |
| 2015年（平成27年） | 339世帯 905人  |  |
| 2020年（令和2年）  | 348世帯 822人  |  |

#### 大字岩崎
| 1995年（平成7年）  | 2144世帯 5804人 |  |
| 2000年（平成12年） | 2340世帯 5816人 |  |
| 2005年（平成17年） | 2289世帯 5504人 |  |
| 2010年（平成22年） | 2641世帯 6203人 |  |
| 2015年（平成27年） | 2720世帯 6296人 |  |
| 2020年（令和2年）  | 2786世帯 6411人 |  |

### 沿革

#### 大字岩崎
- 1889年（明治22年）10月1日 - 町村制施行・合併に伴い、東春日井郡岩崎村大字岩崎となる[2]。
- 1906年（明治39年）7月16日 - 合併に伴い、味岡村大字岩崎となる[2]。
- 1955年（昭和30年）1月1日 - 合併・市制施行に伴い、小牧市大字岩崎となる[2]。
- 1979年（昭和54年） - 一部が久保新町となる[2]。
- 1989年（平成元年）3月25日 - 一部が岩崎一丁目および五丁目・岩崎原一丁目から三丁目となる[3]。
- 2018年（平成30年）10月27日 - 一部が小松寺五丁目となる[WEB 10]。

#### 岩崎
- 1989年（平成元年）3月25日 - 大字岩崎・岩崎原新田の各一部より岩崎一丁目が、大字岩崎・岩崎原新田・小牧原新田の各一部より岩崎五丁目が成立[3]。

## 交通
- 愛知県道102号名古屋犬山線[4]
- 愛知県道179号宮後小牧線[4]
- 市道犬山公園小牧線[4]
- 名鉄小牧線味岡駅[4]

## 施設
- 南岩崎団地[4]
- 県営岩崎台団地[4]
- 小牧岩崎郵便局
- 味岡郵便局[4]
- JA尾張中央味岡支店[4]
- トーモク小牧工場[4]
- 日本特殊陶業小牧工場[4]
- 小牧市立岩崎中学校[4]
- 熊野神社[4]
- 厳島神社[4]
- 観音堂[4]
- 曹洞宗杲洞寺[4]
- 美鳥幼稚園[4]
- 小牧市立岩崎保育園
- バロー小牧岩崎店
- ホームセンターバロー小牧岩崎店

### WEB
1. 1 2  “愛知県小牧市の町丁・字一覧”.   人口統計ラボ. 2023年11月2日閲覧。
2. 1 2 3 4  総務省統計局 (2022年2月10日). “令和2年国勢調査の調査結果(e-Stat) - 男女別人口，外国人人口及び世帯数－町丁・字等” (CSV). 2023年8月2日閲覧。
3. ↑  “愛知県小牧市の郵便番号一覧”.   日本郵便. 2023年11月2日閲覧。
4. 1 2  “市外局番の一覧” (PDF).   総務省 (2022年3月1日). 2022年3月22日閲覧。
5. 1 2  総務省統計局 (2014年3月28日). “平成7年国勢調査の調査結果(e-Stat) - 男女別人口及び世帯数 －町丁・字等” (CSV). 2021年7月20日閲覧。
6. 1 2  総務省統計局 (2014年5月30日). “平成12年国勢調査の調査結果(e-Stat) - 男女別人口及び世帯数 －町丁・字等” (CSV). 2021年7月20日閲覧。
7. 1 2  総務省統計局 (2014年6月27日). “平成17年国勢調査の調査結果(e-Stat) - 男女別人口及び世帯数 －町丁・字等” (CSV). 2021年7月21日閲覧。
8. 1 2  総務省統計局 (2012年1月20日). “平成22年国勢調査の調査結果(e-Stat) - 男女別人口及び世帯数 －町丁・字等” (CSV). 2021年7月21日閲覧。
9. 1 2  総務省統計局 (2017年1月27日). “平成27年国勢調査の調査結果(e-Stat) - 男女別人口及び世帯数 －町丁・字等” (CSV). 2021年7月21日閲覧。
10. ↑  “小松寺地区町名変更／小牧市”.   小牧市. 2019年12月1日時点のオリジナルよりアーカイブ。2023年11月26日閲覧。

### 書籍
1. 1 2  「角川日本地名大辞典」編纂委員会 1989, p. 1678.
2. 1 2 3 4  「角川日本地名大辞典」編纂委員会 1989, p. 200.
3. 1 2  『平成元年3月25日施行 楽田土地改良区第5工区関連地区町名設定調書』小牧市、1989年。
4. 1 2 3 4 5 6 7 8 9 10 11 12 13 14 15 16  「角川日本地名大辞典」編纂委員会 1989, p. 1679.